# Martin Balsam
Martin Henry Balsam (ur. 4 listopada 1919 w Nowym Jorku, zm. 13 lutego 1996 w Rzymie) – amerykański aktor filmowy. Laureat Oscara za rolę drugoplanową w filmie Tysiąc klownów (1965).
Urodził się w nowojorskim Bronksie w rodzinie żydowskich imigrantów. Dla filmu odkryli go Elia Kazan i Lee Strasberg, którzy wybrali go pod koniec lat 40. do swojego programu telewizyjnego. Balsam uczęszczał później do słynnego Actors Studio Strasberga. Jako aktor filmowy debiutował u Kazana w obrazie Na nabrzeżach w 1954.

## Życie prywatne
Był trzykrotnie żonaty. Z drugiego małżeństwa miał jedyną córkę, Talię (ur. 1959), która w latach 1989-1993 była żoną George’a Clooneya.
Zmarł nagle na zawał serca.

## Filmografia
- Na nabrzeżach (1954) jako Gillette
- Dwunastu gniewnych ludzi (1957) jako przysięgły nr 1
- W środku nocy (1959) jako Jack
- Al Capone (1959) jako Mac Keeley, reporter
- Psychoza (1960) jako detektyw Milton Arbogast
- Wszyscy do domu (1960) jako sierżant Quintino Fornaciari
- Ada (1961) jako Steve Jackson
- Śniadanie u Tiffany’ego jako O.J. Berman
- Przylądek strachu (1962) jako Mark Dutton
- Siedem dni w maju (1964) jako Paul Gerard
- Rogate dusze (1964) jako Bernard B. Norman
- Tysiąc klownów (1965) jako Arnold Burns
- Polowanie na lisa (1966) jako Harry
- Hombre (1967) jako Henry Mendez
- Ja, Natalia (1969) jako wujek Harold
- Dobrzy chłopcy i źli chłopcy (1969) jako Wilker
- Paragraf 22 (1970) jako płk Cathcart
- Mały Wielki Człowiek (1970) jako Merriwheater
- Tora! Tora! Tora! (1970) jako admirał Kimmel
- Taśmy prawdy (1971) jako Tommy Haskins
- Kamienny zabójca (1973) jako don Alberto Vescari
- Trąd w pałacu sprawiedliwości (1974) jako Carl Goi
- Długi postój na Park Avenue (1974) jako pan Green/Harold Longman
- Morderstwo w Orient Expressie (1974) jako Bianchi
- Mitchell (1975) jako James Arthur Cummings
- Wszyscy ludzie prezydenta (1976) jako Howard Simons
- Dwuminutowe ostrzeżenie (1976) jako Sam McKeever
- Atak na Entebbe (1977) jako Daniel Cooper
- Bractwo strażników ciemności (1977) jako prof. Ruzinsky
- Kuba (1979) jako gen. Bello
- Salamandra (1981) jako kpt. Steffanelli
- Życzenie śmierci 3 (1985) jako Bennett Cross
- Ognie św. Elma (1985) jako pan Beamish
- Oddział Delta (1986) jako Ben Kaplan
- Oczy Szatana (1990) jako pan Pym (w noweli Czarny kot)
- Przylądek strachu (1991) jako sędzia
- Milczenie baranów (1994) jako detektyw Martin Balsam

## Nagrody
- Nagroda Akademii Filmowej 1966: Tysiąc klownów (Najlepszy Aktor Drugoplanowy)